# Иван Јастребов
Иван Степанович Јастребов (рус. Иван Степанович Ястребов; Громушка, 8. фебруар 1839 — Солун, 20. јануар 1894) је био руски дипломата, историчар, етнограф и археолог; био је конзул у Скадру, Призрену, Јањини и Солуну. У Призрену је службовао у периоду 1870—1876. и 1879—1886. године.
Својом дипломатском активношћу штитио је Србе на Косову и Метохији, настојећи да спречи њихово исељавање и десрбизацију.

## Школовање
Школовао се у Астрахану, који је био привредни и културни центар. Преко њега се одвија веза према средњој Азији где се меша европски и азијски утицај. Касније је Иван учио Духовну академију у Казању где је стекао солидно знање класичних језика. Уписом на Одељење за изучавање источних језика при Министарству спољних послова у Петрограду, одлучио се да се посвети дипломатском позиву Царске Русије. Ту је научио турски, арапски и персијски.

## Дипломатска активност
1. јануара 1866. године постављен је за дипломатског чиновника у Руском посланству у Цариграду, у рангу вежбаоника. После годину дана у Цариграду Јастребов је постављен 1. јануара 1867. године за секретара и „драгомана” (преводиоца) у Руском конзулату у Скадру. У Призрену Јастребов постаје вицеконзул и ради од 1. априла 1870. године до 18. августа 1874. године. У том међувремену повремено је замењивао руског конзула у Скадру. Именован је 5. августа 1874. године за конзула у Скадру. После годину дана боравка у Скадру Јастребов је постао члан Андријашеве конзулске комисије 17. августа 1875. за Херцеговину. Комисија је требало да испита узроке кризе. Био је сведок ратних сукоба који су наишли као последица интересних сфера између Русије и Аустроугарске
Краће време био је конзул и у Дубровнику.

## Конзул у Призрену
Вратио се у Призрен, где је именован за рускога конзула 1. јула 1879. Јастребов је 1879. године дошао у Призрен. Краће време је био конзул у Јањини од 6. септембра 1880. до 20. фебруара 1881. године, када се вратио као руски конзул у Призрен и остао је у Призрену све до марта 1886. године. Својом дипломатском активношћу штитио је Србе на Косову и Метохији, настојећи да спречи њихово исељавање и десрбизацију. Има заслуга за оснивање и опстанак Призренске богословије. (Турске власти су планирале затварање Богословије. То су планирали правдати спорним књигама у књижници Богословије, које из Србије долазе преко руског конзулата. Јастребов је то спречио јер је на листу хартије на турском написао: У име руског цара забрањујем улазак и то поставио на улаз књижнице. Тако је Богословија сачувана од затварања, ауторитетом руског цара и довитљивошћу Јастребова.) Као руски конзул путовао је по угроженим местима на Косову и Метохији и био је сведок страдања српског народа, посебно за време активности Призренске лиге. Призренска лига је била у суштини заснована на идеји Велике Албаније, занемарујући права Срба, Словена и Грка. Агресивни противсрпски програм Призренске лиге трајно је оптеретио односе између Срба и Албанаца. Јастребов је у то тешко време спасавао отете девојке, бранио Призренску богословију са револвером у руци, спашавао је људе пред руљом итд. Посредовао је између српске владе и Призренске богословије, па су преко њега ишла средства намењена школи, уџбеници и школски прибор. У кризним временима и сам је богословији посуђивао новац и поклањао књиге. Увиђао је значај постојања Библиотеке Призренске богословије, залагао се за њен опстанак и развој и био је један од њених првих дародаваца. Сваку књигу коју је прочитао, која му је користила у његовом научном раду, поклањао је Библиотеци са посветом Призренској семинарији — Јастребов. Призрен напушта 6. септембра 1880. када би одређен да управља руским конзулатом у Јањини. Ту остаје до 20. фебруара 1881 и 6. марта би постављен за генералног конзула у Солуну.

## Генерални руски конзул у Солуну
Иван је и у Солуну наставио да брани српске житеље и помаже српску просветну акцију. Умро је у 55. години у Солуну, 7. јануара 1894. године. Смрт га је задесила изненада ноћу; умро је од срчане капи. Оставио је иза себе супругу Нину и децу, сина Растислава и кћерку Људмилу. Провео је тај легендарни Рус заштитник Срба до тада 26 година на југу континента, у дипломатској мисији. На једном венцу положеном на његов гроб писало је искрено речено: „Пријатељу Срба — од Српства”.

## Радови
Јастребов је био дописни члан Српског ученог друштва, Српске краљевске академије наука и почасни члан Академског певачког друштва „Обилић”.
У његовим радовима има података из српске и македонске прошлости; доказивао је да су Македонски Словени у ствари Срби. У свим тим радовима налази се богата етнографска грађа. Радови: Податци за историју српске цркве, Обичаји и песме турских Срба, Стара Србија и Албанија и др.
Његово дело Стара Србија и Албанија објављено је 1904. Поред тога објавио је и прву велику збирку српских народних песама са Косова и Метохије.
- Јастребов, Иван С. (1879). Податци за историју Српске цркве. Београд: Државна штампарија.
- Стара Србија / Иван Степанович Јастребов ; превод, предговор и коментари Драгован Чампар. — Приштина : Нови свет : Народна и универзитетска библиотека, 1995 (Приштина : Грачаница). — 252 стр.  91730951
- Стара Сербія и Албанія : путевыя записки / И. С. Ястребова. — Београд : Српска краљевска академија, 1904 (Београд : Државна штампарија краљевине Србије). — XI, 267 стр. 39865359
- Обычаи и песни турецкихЪ СербовЪ / И. С. ЯстребовЪ. — 2. изд. — С.ПетербургЬ : б. и., 1889. — XXIV, 626 стр.  515073943
- История Болгаріи / Н. В. Ястребовъ. — СПБургъ : б. и., 1912. — Стр. 230—283  525484695

## Награде
Србија га је одликовала Орденом Таковског крста III реда, Орденом Светог Саве II и I реда, Знаком Црвеног крста и Медаљом Друштва Светог Саве. Црна Гора одликовала је Јастребова Орденом за независност Црне Горе II и I реда.

## Руски конзул
Ивану Степановичу Јастребову посвећен је роман Руски конзул српског писца Вука Драшковића. У роману су изнесене чињенице и подаци који се односе на живот и дело овог дипломате, који је у великој мери задужио српски народ.

## Ставови о Македонији
Негирао је устаљена мишљења у Русији да се појам Македонија повезује са Бугарима. Македонски Словени су му Старо Срби, а тадашњу бугаризацију су помагале и турске власти, због две бунтовне српске кнежевине, Црне Горе и Србије. Србима је у Турској било забрањивано да се зову Србима, а раније је та забрана за Србе у Македонији била свеопшта. То је значило да су савезници непријатељских српских кнежевина. Из страха од Турака српско име нису смели ни изговорити. Имао је прилику да од више старих људи чује како су њихови дедови и прадедови због имена Србин страдали од Турака. Турци и потурице су Србе звали каури и власи, а у писаном језику, звали су их Бугарима. До 70-их година 19. века никада себе нису звали Бугарима, а ако су то чинили, било је само у односима са властима у судским и сл. пословима. И Срби у Албанији слове код Турака као Бугари, као некада и житељи Подгорице, Спича и Кучи Дрекаловићи, све до њиховог сједињења са Црном Гором. Турцима је сметало да се језик у Македонији зове српским, па су га звали босанским, влашким и бугарским, само не српским. Потурчени Срби никада свој језик нису више звали српским, него бошњачким. И у Босни се тада прогонио српски језик од Аустрије. Бугари за разлику од Срба нису били устанички расположени против Турака, па су у односу на Србе код њих боље пролазили. Због насиља Грка над Србима на црквеном пољу, многи су се побугарили, приклонивши се Бугарској егзархији, коју је помагала Турска. Бугарска је далеко више улагала у учитеље на тим просторима од Србије. Потискивањем српских учитеља из Македоније, бугарски утицај је узимао све више маха. Од тада многи мењају своја презимена, уместо -ић појавило се -ов. Кушевићи су постали Кушеви, Ризовићи — Ризови... Списак потписника књиге издане у Солуну 1839., Служење јеврејско и све злотвореније њихово садржи већину презимена са наставком -вић. Код Бугара нема племена, крсне славе, а код Словена у Македонији има. Јастребов је одмах по говору знао да су српског порекла и по српском, а не бугарском акценту. Иако су сами себе тада називали Бугарима, признавали су да су више Срби него Бугари. Да би избегли одговор које су народности, говорили су да су Мијаци, Брсјаци, Пољани, Копановци... Сматрао је да се истина, да Македонци нису Бугари него Срби, може доказати и научним приступом на основу упоредне краниологије. Бугари имају другачију лобању и стас, што их јасно разликује од Македонаца. Слова која разликују Србе од Бугара су ђ и ћ. Код Бугара их нема. Срби у тадашњој Турској и по томе, по њему доказују своје српско порекло. Г. Новаковић и Јастребов су обишли бугарске солунске гимназије, мушку и женску, и уочили су да ученици из Македоније у школи чувају свој српски нагласак, који није тако лако искоренити из српске фонетике. Бугарин г. Драганов му је причао, да су му као професору у бугарској гимназији у Солуну дечаци из Македоније задавали доста муке, да их научи бугарски, или да их одуче од сопственог језика, од изговора гласа ђ, те да их научи да га замењују са жд. Срби у Турској су у говору користили и слово џ. Бугари акценат стављају увек на последњи слог, а Срби на први, у двосложним речима. Због свега наведеног, Македонске Словене је Јастребов сматрао Србима, а не Бугарима.